# Tetrasomía 18p
La tetrasomía 18p es una enfermedad rara que se debe a una anomalía estructural del cromosoma 18 humano. Los cromosomas normales constan de una región media o centrómero, un brazo corto y un brazo largo (p y q). Como los cromosomas están duplicados, un individuo normal tiene en cada célula 2 brazos cortos y 2 brazos largos del cromosoma 18. En la tetrasomía 18p, existen 2 brazos largos y 4 brazos cortos en lugar de 2.
Aunque la enfermedad es de origen genético, los casos se presentan aleatoriamente sin que existe herencia paterna ni materna, no se ha observado recurrencia familiar. Los síntomas y la severidad de los mismos son variables, en general el diagnóstico se hace al realizar un cariotipo a un niño al que se le han observado malformaciones congénitas o retraso en el desarrollo físico o mental y trastornos del comportamiento. Otros síntomas incluyen deformidad del cráneo, malformaciones del riñón y el corazón, tono muscular anormalmente alto -hipertonía - y reflejos osteomusculares exaltados - hiperrreflexia -. La tetrasomia 18p se considera una enfermedad rara, estimándose que en Europa se presenta un caso por cada 180.000 nacimientos. La anomalía cromosómica puede afectar a todas las células del organismo o solo a una parte de ellas, fenómeno que se conoce como mosaicismo o mosaico genético, los individuos con mosaicismo presentan una afectación más leve.